# ホーコーズ
株式会社ホーコーズ（HOKO's CO.,LTD.)は、福井県福井市に本社を置くデジタルプリントサービスの中堅企業。

## 沿革
- 1973年 株式会社豊光を設立
- 1990年 福井市光陽3丁目に社屋を新築移転
- 2007年 社名を(株)豊光から「(株)ホーコーズ」に変更
- 2009年 福井市光陽2丁目に社屋を新築移転